# Dycladia melaena
Dycladia melaena är en fjärilsart som beskrevs av George Francis Hampson 1898. Dycladia melaena ingår i släktet Dycladia och familjen björnspinnare. Inga underarter finns listade i Catalogue of Life.